# Chiesa di San Nicolò (Avio)
La chiesa di San Nicolò è la parrocchiale di Vò Sinistro, frazione di Avio in Trentino. Fa parte della zona pastorale della Vallagarina e risale al XII secolo.

## Storia

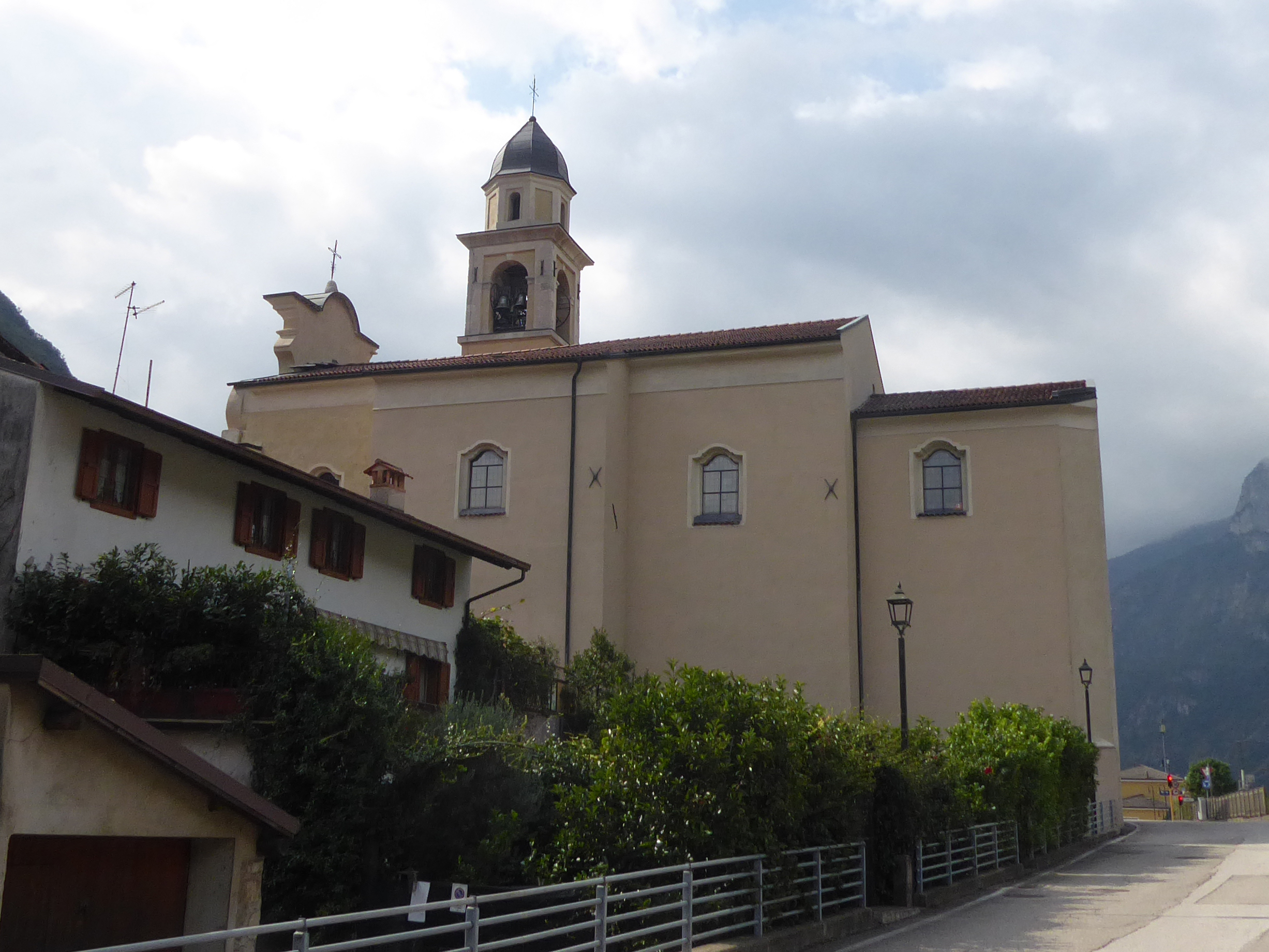
Vista laterale della chiesa

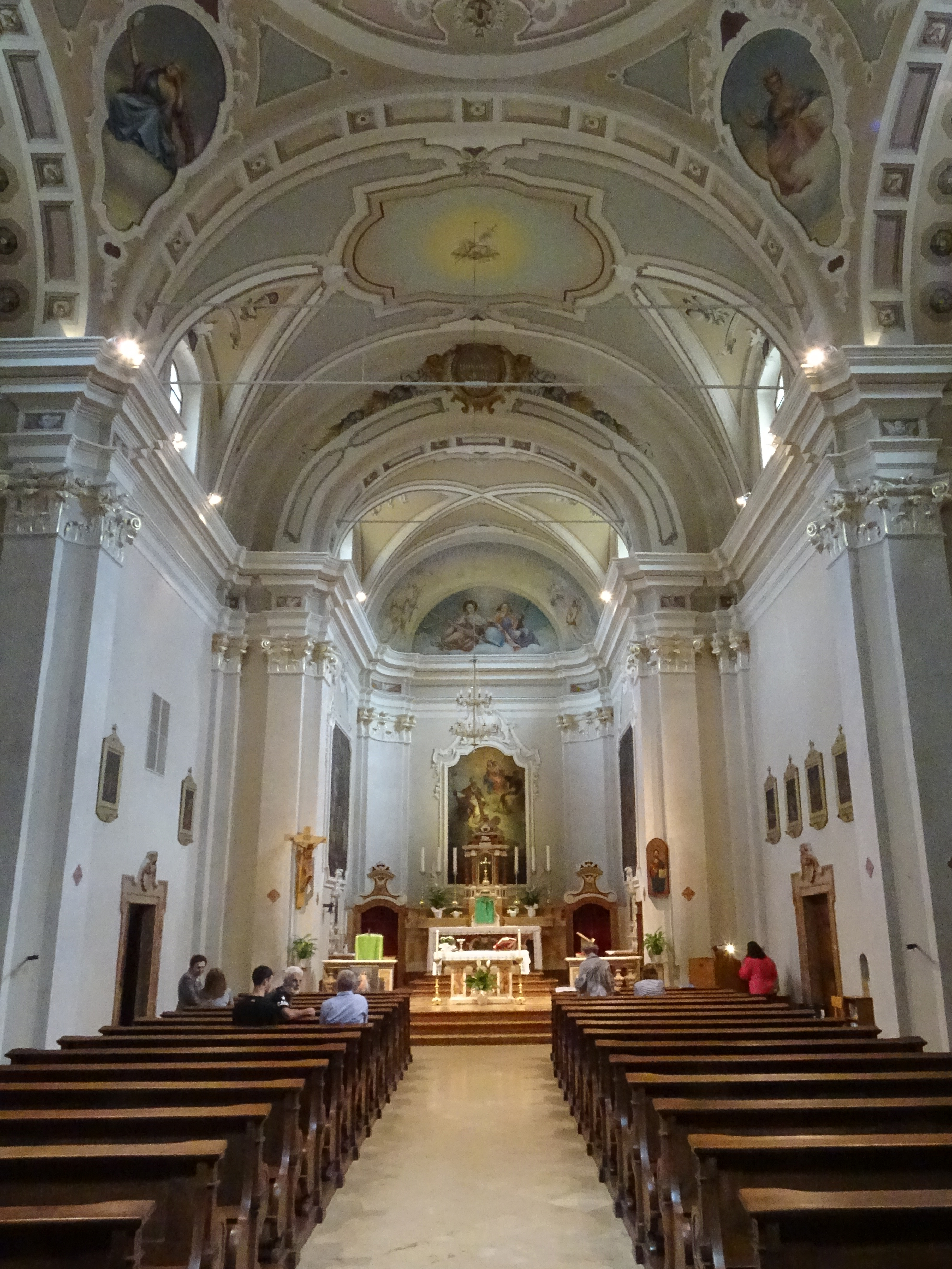
Vista laterale della chiesa

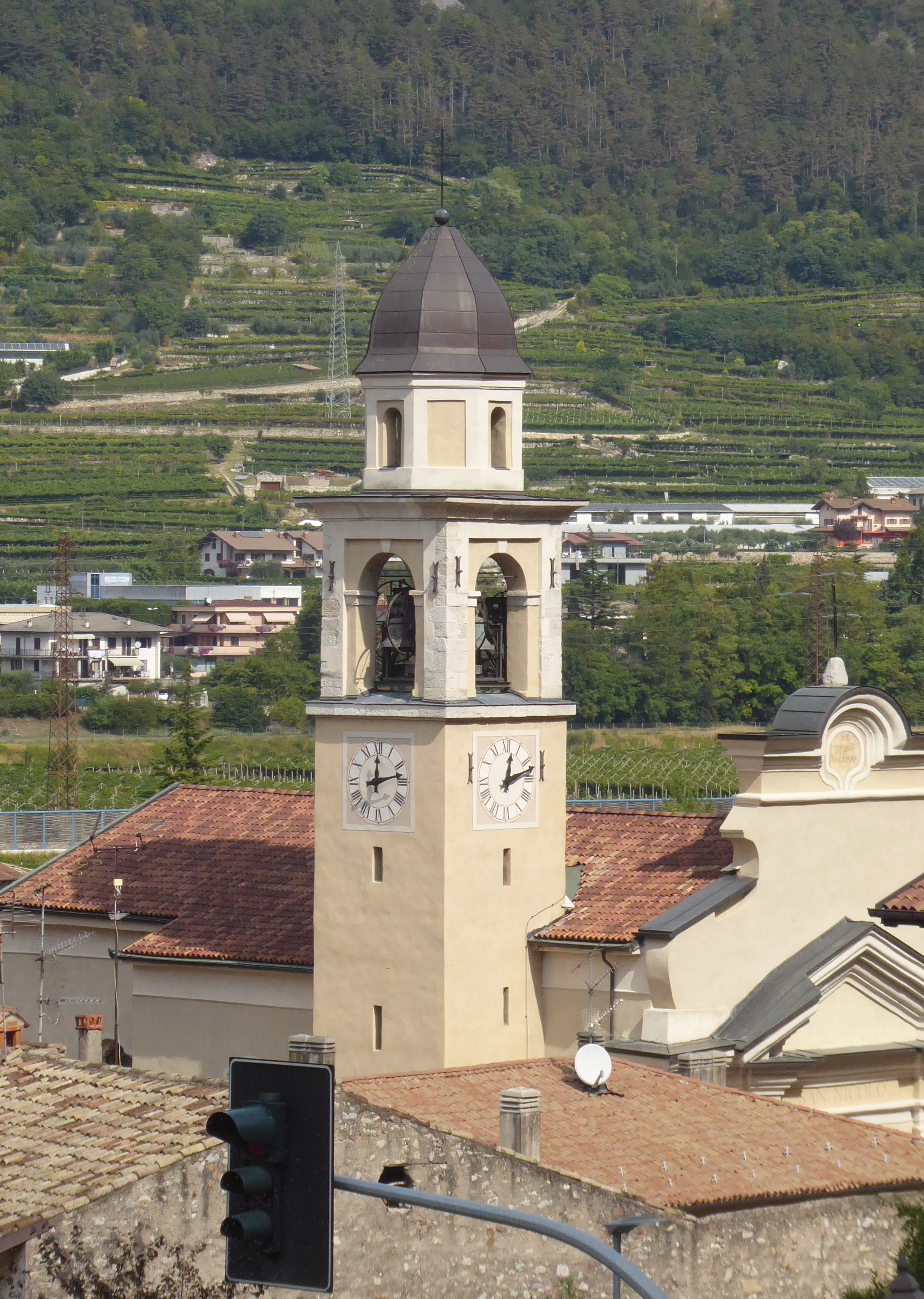
Campanile

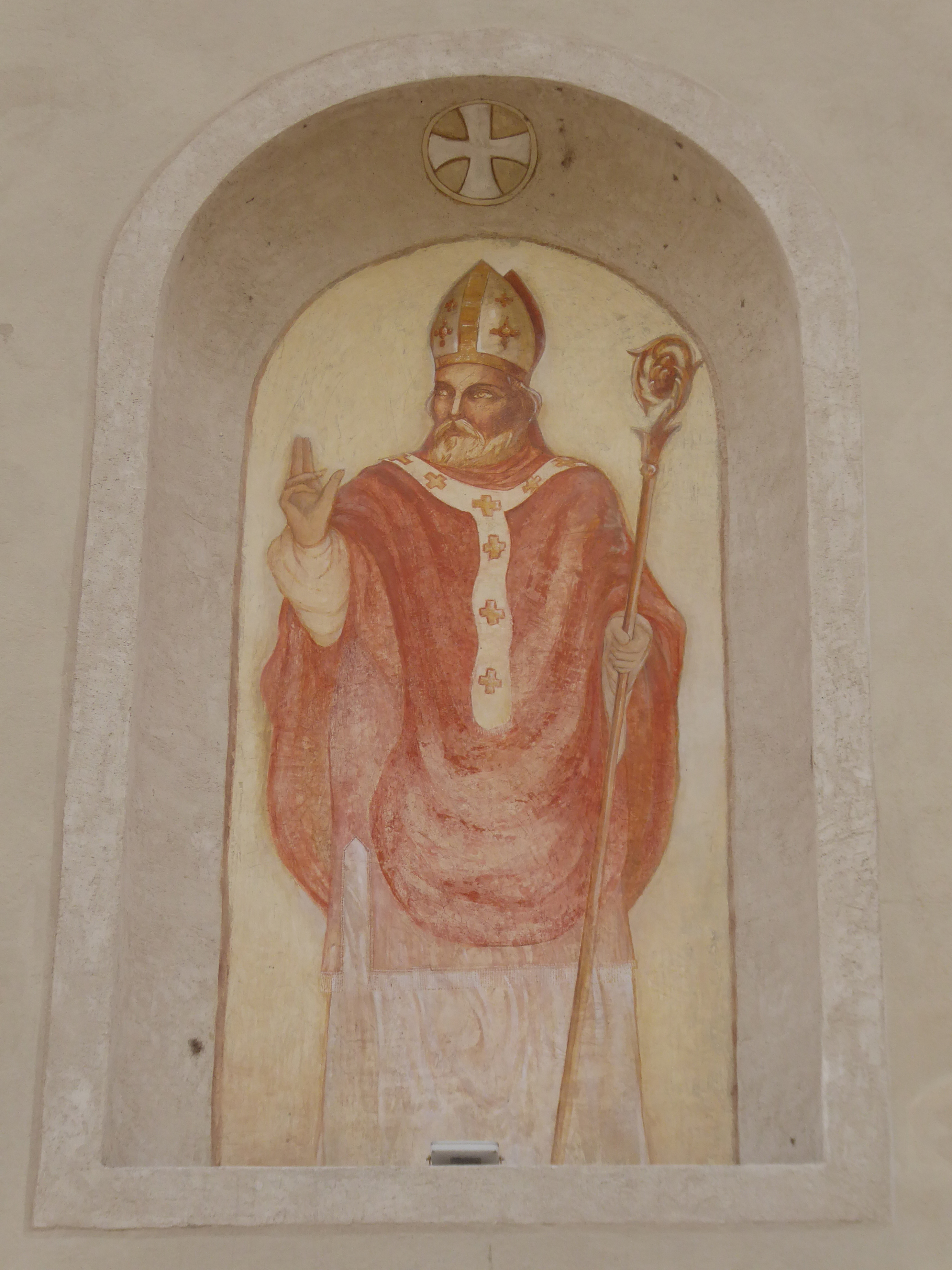
Affresco raffigurante san Nicolò sul retro

La primitiva chiesa di San Nicolò a Vò Sinistro era presente accanto al camposanto già nel 1183, e la sua consacrazione venne celebrata nel 1512, quasi certamente in seguito a importanti lavori di ricostruzione.
Ebbe la concessione del fonte battesimale e della conservazione dell'Eucaristia nel 1705, e questo influenzò positivamente la formazione del senso di comunità di Vò.
A partire dalla seconda metà del XVIII secolo si pensò alla realizzazione di un nuovo tempio, il progetto fu affidato ad Antonio Giuseppe Sartori e nel 1756 venne aperto il cantiere per edificare la nuova chiesa. La prima pietra venne posata il 6 dicembre. Nel 1757 la struttura principale dell'edificio venne ultimata.
Nel 1827 le volte della sala vennero decorate con stucchi, ad opera di Saverio Tessara e il 26 settembre venne celebrata la sua consacrazione solenne dal vescovo di Trento Francesco Saverio Luschin.
Negli anni cinquanta le decorazioni a stucco vennero rinnovate e arricchite dagli interventi a tempera di Bruno Mastacchi e varie parti dell'edificio vennero restaurate.
Nuovi lavori a fini conservativi vennero realizzati a partire dal 1983 sino al 2011. In quest'ultimo anno fu necessario mettere in sicurezza e riparare la struttura dopo il sisma del 29 ottobre 2011.

## Descrizione

### Esterni
Il luogo di culto è stato eretto a brevissima distanza dall'Adige e con orientamento tradiziole verso est, cioè verso il monte e non verso il fiume. Presenta una facciata barocca classicheggiante. La torre campanaria è stata costruita sul lato sud.

### Interni
L'interno a navata unica è diviso in tre navate. L'organo a canne è opera della ditta Organi Pinchi di Foligno.